# Мішель Каам
Мішель Каам (фр. Michel Kaham, нар. 1 червня 1952, Бафанг) — камерунський футболіст, що грав на позиції захисника. По завершенні ігрової кар'єри — тренер.
Виступав, зокрема, за клуби «Кемпер» та «Тур», а також національну збірну Камеруну.

## Клубна кар'єра
Розпочинав грати у футбол на батьківщині у клубах «Стад де Мелонг» та «Егль» (Нконгсамба), після чого перейшов у «Канон Яунде», вигравши зі столичною командою чемпіонат Камеруну у сезоні 1973/74.
1974 року Каам вирушив до Франції, виступаючи за клуби нижчої ліги «Кемпер» та «Тур», а у сезоні 1980/81 виступав у Дивізіоні 1 за «Валансьєнн», але провів у віщій французькій лізі лише 8 ігор.
1982 року Каам переїхав до США, де став грати за шоубольні команди «Клівленд Форс» (1982—1985) та «Канзас-Сіті Кометс» (1985—1986) у Major Indoor Soccer League, а також за «Толедо Прайд» (1986—1987) у American Indoor Soccer Association.
По завершенні кар'єри працював тренером у кількох камерунських клубах, а також в Академії «Каджі».

## Виступи за збірну
1972 року у складі національної збірної Камеруну Каам взяв участь у домашньому Кубку африканських націй, де зіграв у всіх п'яти матчах, а команда здобула бронзові нагороди
Згодом у складі збірної був учасником чемпіонату світу 1982 року в Іспанії, де теж був основним гравцем, зігравши у всіх трьох матчах, але команда не подолала груповий етап.
Загалом протягом кар'єри у національній команді, яка тривала 11 років, провів у її формі 13 матчів.

## Титули і досягнення
- Чемпіон Камеруну: 1974
- Бронзовий призер Кубка африканських націй: 1972